# Buzara feneratrix
Buzara feneratrix  là một loài bướm đêm thuộc họ Erebidae. Nó được tìm thấy ở Sundaland và Thái Lan.